# Finn (chien)
Pour les articles homonymes, voir Finn (homonymie).
Finn est un berger allemand, né en 2009, qui a servi comme chien policier en Angleterre. À l'âge de huit ans, en 2017, il a été retiré du service.
En octobre 2016, lui et son maître-chien ont confronté un adolescent soupçonné d'être armé. Le chien policier a été poignardé au moins deux fois et le policier a été légèrement blessé à la main, tous deux par un long couteau. Le chien a été opéré d'urgence, puis a repris le service 11 semaines plus tard. Cette histoire a reçu une grande couverture médiatique au Royaume-Uni. Par la suite, une campagne pour améliorer le sort des animaux utilisés dans les services publics a mené à l'adoption d'une loi britannique de 2019, surnommée Finn's Law.

## Accrochage
Le 5 octobre 2016, le maître-chien Dave Wardell, opérant à Bedfordshire, Cambridgeshire and Hertfordshire Police Dog Unit, est appelé pour un incident à Stevenage, ville où un homme possiblement armé était recherché. Wardell et Finn ont localisé le suspect, qui a pris la fuite. Devant son refus de s'immobiliser, Wardell a relâché Finn, qui a pris en étau la jambe du suspect, un adolescent, qui tentait de s'échapper par une clôture. Les deux ayant tombé par terre, l'adolescent a poignardé Finn dans la poitrine avec un long couteau. Il a par la suite donné un coup de couteau sur la tête du chien, puis l'une des mains du policier.
Malgré ses blessures, Finn a retenu l'adolescent, ce qui a permis à Wardell de le désarmer. 
Avec l'aide de policiers arrivés sur la scène, Finn a été amené auprès d'un vétérinaire puis d'un spécialiste qui a retiré une partie de ses poumons. Dave Wardell a reçu plus tard un traitement médical pour la blessure à sa main. Puisque c'était une blessure superficielle, le policier n'a subi aucune séquelle à long terme.
Finn a survécu à son opération, puis a repris du service 11 semaines après l'accrochage. En mars 2017, un peu avant ses huit ans, il a été retiré du service actif.
En mai 2017, au Tribunal pour enfants de Stevenage du Angleterre, un adolescent de 16 ans a été condamné pour assaut ayant causé des blessures corporelles au policier Dave Wardell. Pour les coups de couteau donnés au chien, il ne pouvait être condamné que pour dommages criminels, une charge moins grave. Pour ce chef d'accusation, la cour l'a condamné à verser un montant excédant 5 000 livres sterling. Ce jugement a mené à un relèvement, dans les cours du pays de Galles, de la peine maximale encourue pour ce type de crime. L'adolescent a aussi été condamné à une peine de détention de huit mois dans une prison pour jeunes.

## Finn's Law
Le jugement rendu par la cour dans le cas de Finn a suscité un sentiment d'injustice envers les animaux blessés lorsqu'ils sont en service. Une pétition en ligne sur le UK Parliament petitions website (en) en faveur d'une Finn's Law a permis de recueillir plus de 127 000 signatures. En conséquence, le Sentencing Council (organisme de vulgarisation du droit) a recommandé que, dans le futur, des crimes semblables soient traités comme des « offenses aggravées » plutôt que des dommages criminels. Toutefois, le député britannique Sir Oliver Head et membre de l'association Finn For Change, utilisant le chien comme mascotte et soutenu par le policier Dave Wardell, a proposé un projet de loi privé, l’Animal Welfare (Service Animals) Bill, qui a été débattu à la Chambre des communes du Royaume-Uni le 5 décembre 2017. Proposé en première lecture à la Chambre le 13 juin 2018, il comprenait ce passage :

« [...] pour une protection accrue des animaux d'assistance en modifiant l'article 4 de l’Animal Welfare Act 2006 [et répondre également] aux préoccupations du public concernant les attaques contre les animaux d'assistance, lorsqu'un défendeur accusé d'avoir causé des souffrances inutiles à un animal peut prétendre qu'il se protégeait et qu'il était justifié d'utiliser la force physique contre un animal d'assistance. »

Le projet a cheminé au parlement britannique sans opposition, a reçu la sanction royale le 8 avril 2019 sous le nom de « Animal Welfare (Service Animals) Act 2019 » et est entré en vigueur en juin 2019.
En septembre 2019, l'ajout d'une telle loi en Écosse est à l'étude. En février 2020, le parlement irlandais étudie également la possibilité d'ajouter une telle loi.
En mai 2020, la famille Wardell a lancé Thin Blue Paw Foundation, une organisation caritative visant à soutenir les chiens policiers lorsqu'ils cessent de servir dans la police. Elle souhaite soutenir les chiens qui ne jouissent pas de tels services dans leur région respective, qui serait au nombre de 35 en Angleterre. Toutefois, un organisme caritatif, basé dans l'Essex, a accusé la nouvelle fondation de desservir la cause des chiens policiers puisque les donateurs seront moins nombreux à soutenir sa cause.

## Reconnaissance
En octobre 2017, Finn reçoit l’Animal of the Year Award de l'IFAW lors d'une cérémonie à la Chambre des lords.
En mai 2018, Finn reçoit la médaille d'or du PDSA « pour son dévouement à son devoir qui a sauvé une vie, bien qu'il ait été grièvement blessé en empêchant un criminel violent d'échapper à son arrestation »,. Présentée lors du festival de musique au Cheltenham Racecourse (en), c'est la première fois que cette médaille est remise lors d'une cérémonie publique.
En mars 2019, Finn reçoit le prix Friends for Life du Kennel Club lors de l'exposition canine Crufts au National Exhibition Centre à Birmingham.
Au printemps 2019, Dave Wardell et Finn participent à un épisode de la série télévisée Britain's Got Talent, proposant un numéro de lecture de l'esprit qui leur a permis d'atteindre la finale et suscitant une réponse émotive chez les juges.

### Citations originales
1. ↑  (en) « aggravated offence »
2. ↑  (en) « ... for increased protection for service animals by amending section 4 of the Animal Welfare Act 2006 (the “2006 Act”) [and also] addresses public concerns about attacks on service animals, where a defendant accused of causing unnecessary suffering to an animal could claim they were protecting themselves and are justified in using physical force against a service animal. »
3. ↑  (en) « for life-saving devotion to duty, despite being grievously injured while preventing a violent criminal from evading arrest »